# Río Pamplonita
Río Pamplonita är ett vattendrag i Colombia, på gränsen till Venezuela. Det ligger i den norra delen av landet, 500 km norr om huvudstaden Bogotá.